# WKS Kielce
Wojskowy Klub Sportowy Kielce – sportowy klub wojskowy, działający w Kielcach w latach 1934–1939.

## Historia

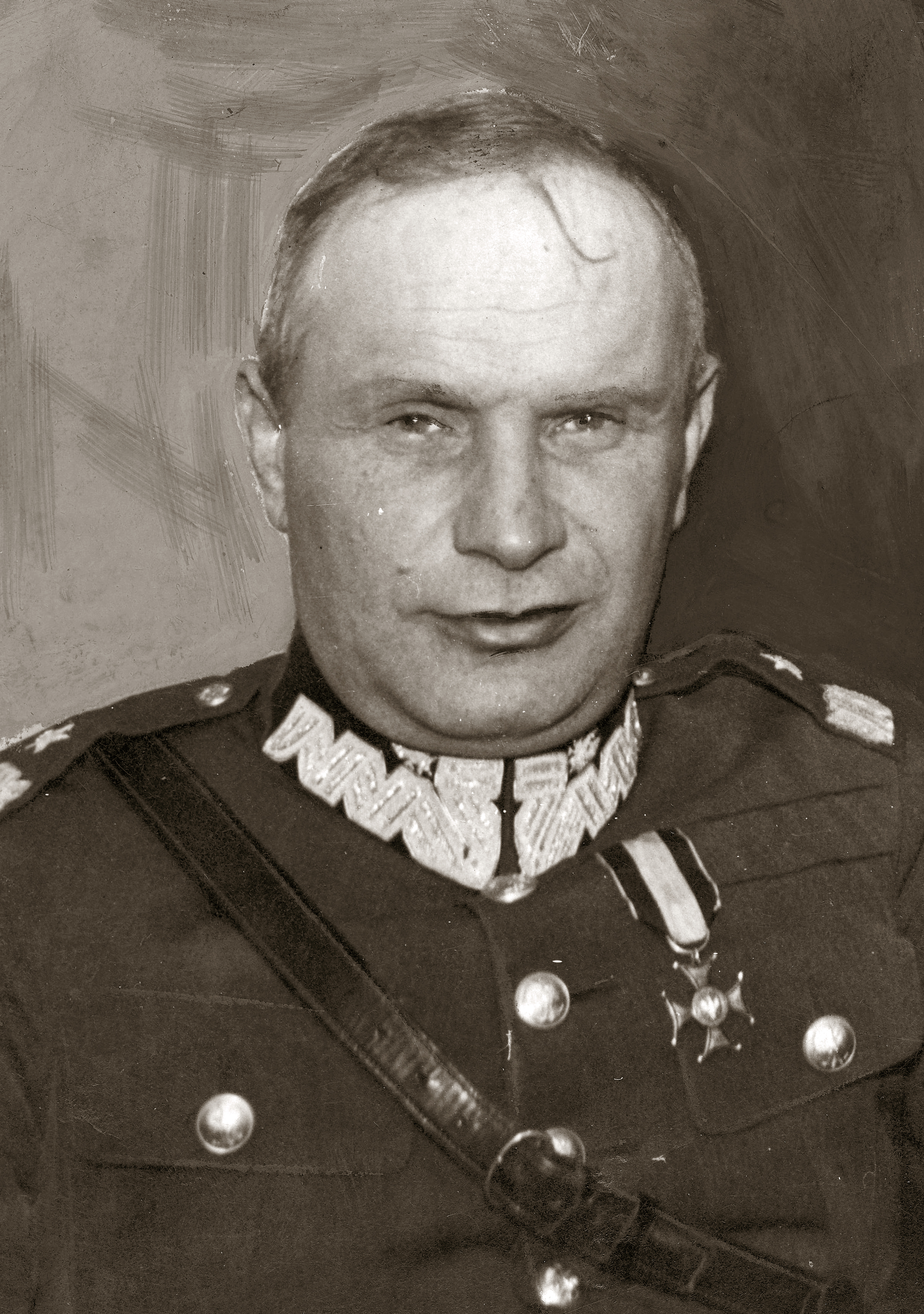
Gen. bryg. Władysław Bończa-Uzdowski był piłkarzem klubu 4 Pułku Piechoty Legionów

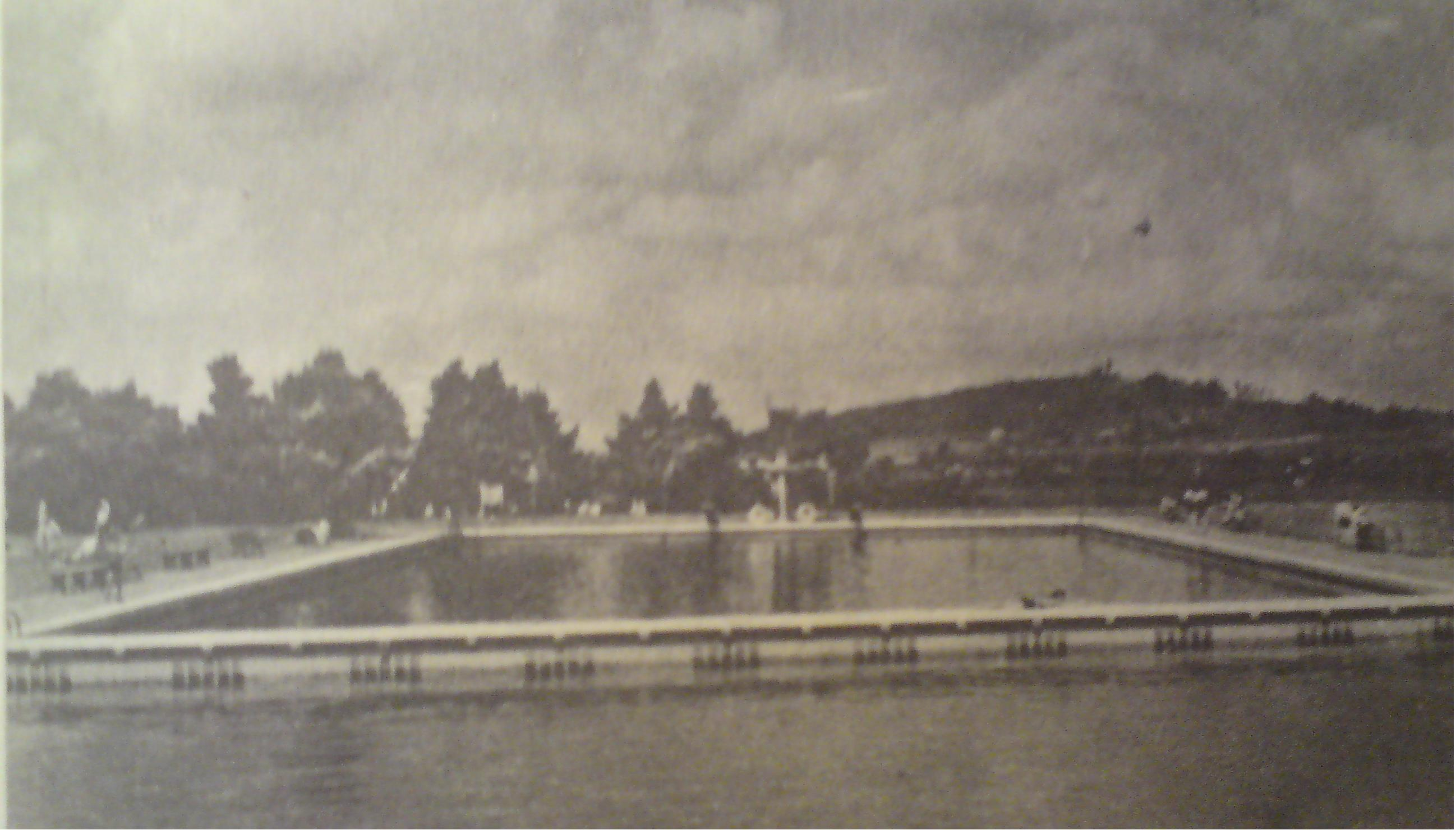
Basen znajdujący się na Stadionie Leśnym został uroczyście otwarty 12 czerwca 1933 roku przez prezydenta Ignacego Mościckiego

Wojskowy klub 4 Pułku Piechoty Legionów – zespół, z którego wywodził się WKS Kielce – powstał w 1915 roku. Przez ówczesnego kronikarza uważany był za najsilniejszą kielecką drużynę piłkarską. W 1923 roku wygrała ona m.in. 7:0 i 4:1 z Lechią Kielce. W klubie tym występował m.in. generał Władysław Bończa-Uzdowski.
Wojskowy Klub Sportowy Kielce powstał na mocy rozkazu Komendy Garnizonu Kieleckiego z 11 stycznia 1934 roku, w wyniku połączenia wojskowych klubów 4 Pułku Piechoty Legionów oraz 2 Pułku Artylerii Lekkiej Legionów. Przyjęty został wówczas przez 153 podoficerów i oficerów zawodowych pod przewodnictwem pułkownika Bolesława Ostrowskiego statut zespołu. WKS Kielce wszedł w posiadanie majątku klubów, z których powstał, m.in. stadionu piłkarskiego. Pierwszym prezesem był podpułkownik Boniecki, następnie funkcję tę pełnił również generał Juliusz Zulauf.
WKS Kielce był jednym z najlepiej zorganizowanych klubów sportowych w Kielcach, działał do września 1939 roku. Posiadał sekcje: szermierczą, tenisa, hokeja na lodzie (należącą do Warszawskiego Okręgowego Związku Hokeja na Lodzie), strzelecką i narciarską. Istniała również drużyna piłkarska rozgrywająca mecze zarówno towarzyskie, jak i mistrzowskie. W 1936 roku przegrała 3:4 z SKS Starachowice, który został mistrzem podokręgu kieleckiego. W 1939 uczestniczyła w rozgrywkach klasy A, w których rywalizowała m.in. z Granatem Kielce. Działała także sekcja pływacka. Powstała ona po wybudowaniu w latach 30. XX wieku basenu na Stadionie Leśnym. Kąpielisko to miało wymiary 25 na 75 metrów, było wysokiej klasy pod względem wyglądu zewnętrznego, jak i utrzymywanego w porządku i czystości zaplecza.
W WKS Kielce działała także sekcja bokserska. Jej trenerem był Jan Szczygłowski, który przeszedł kurs instruktorski w Poznaniu. W 1935 roku klub rozegrał mecz pięściarski z Bronią Radom. Zakończył się on zwycięstwem kielczan 9:5, co zostało uznane za niespodziankę. W 1938 roku bokser kieleckiego zespołu, Marian Kulczycki, wziął udział w mistrzostwach Polski w Łodzi. Przegrał w nich w pierwszej rundzie z reprezentującym barwy Ukrainy Lwów Wasylem Biłyjem. Z kolei sekcja lekkiej atletyki była zgłoszona do Krakowskiego Okręgowego Związku Lekkiej Atletyki. W mistrzostwach Polski w 1935 jej zawodnik, Jan Marynowski, zdobył srebrny medal w biegu maratońskim.
Kielecki klub posiadał również sekcję kolarską. W 1934 roku zrezygnowała ona ze sportu wyczynowego, stawiając na turystykę. Prowadzona była przez kapitanów Jana Rzeckiego i Stanisława Niewiadomskiego; nie była zgłoszona do Polskiego Związku Kolarskiego. Klub zakupił 140 rowerów, przeprowadził ćwiczenia ich montażu oraz kurs jazdy. Również w 1934 zorganizował rajd zbiorowy Kielce–Hel–Kielce. W ramach przygotowań przejechano ponad tysiąc kilometrów w województwie kieleckim. Początkowo do rajdu zgłosiło się 40 osób, jednak z czasem chętni rezygnowali. Ostatecznie nad morze pojechali jedynie Rzecki i Niewiadomski, którzy trasę 1648 km pokonali w 96 godzin.